# Callitris baileyi
Callitris baileyi är en cypressväxtart som beskrevs av Cyril Tenison White. Callitris baileyi ingår i släktet Callitris och familjen cypressväxter. IUCN kategoriserar arten globalt som sårbar. Inga underarter finns listade i Catalogue of Life.